# Neomenia
Neomenia is een geslacht van wormmollusken uit de  familie van de Neomeniidae.

## Soorten
- Neomenia carinata Tullberg, 1875
- Neomenia crenagulata Salvini-Plawen, 1978
- Neomenia dalyelli (Koren & Danielssen, 1877)
- Neomenia expleta García-Álvarez, Zamarro & Urgorri, 2010
- Neomenia herwigi Kaiser, 1976
- Neomenia labrosa Salvini-Plawen, 1978
- Neomenia laminata Salvini-Plawen, 1978
- Neomenia megatrapezata Salvini-Plawen & Paar-Gausch, 2004
- Neomenia microsolen Wirén, 1892
- Neomenia monolabrosa Salvini-Plawen, 2006
- Neomenia naevata Salvini-Plawen & Paar-Gausch, 2004
- Neomenia oscari Salvini-Plawen, 2006
- Neomenia permagna Salvini-Plawen, 1978
- Neomenia proprietecta Salvini-Plawen, 1978
- Neomenia simplex Salvini-Plawen, 2006
- Neomenia trapeziformis Salvini-Plawen, 1978
- Neomenia trivialis Salvini-Plawen & Paar-Gausch, 2004
- Neomenia verrilli Heath, 1918
- Neomenia yamamatoi Baba, 1975